# Джаспер (национальный парк)
Национальный парк Джа́спер (англ. Jasper National Park) — расположен в провинции Альберта, Канада в 320 км к западу от Эдмонтона и в 290 км к северо-западу от Калгари.

## Общие данные
Основан в 1907 году. Площадь — более 10,8 тыс. км². Является крупнейшим заповедником в Скалистых горах и входит в список объектов всемирного наследия ЮНЕСКО.
Национальный парк занимает территорию на восточных склонах Кордильер, при этом он объединяет разнообразные по структуре ландшафты высокогорий Главного и Передового хребтов, а также предгорий Скалистых гор.
В юго-восточной части находится одно из крупнейших озёр парка — Малайн.

### Климат
Климат — мягкий умеренный, средний уровень осадков за год — 332 мм, уровень влажности — 82 %.

## Ледник Атабаска
В Национальном Парке Джаспер находится один из древнейших ледников на Земле — ледник Атабаска. Его возраст превышает 10 тыс. лет, а площадь составляет более 200 км².

## Фауна
В парке обитают такие виды животных как олень, лось, горный козёл, толсторог, волк, гризли, американская куница, канадская рысь, росомаха, бобр, суслик, древесный дикобраз, ондатра, белка, а также около 200 видов птиц.

## Флора
Из растений здесь часто встречаются сосны (жёлтая, Веймутова и скрученная), гигантская пихта, Энгельманова ель, лиственница и можжевельник.

## Туризм
Парк является одним из наиболее посещаемых туристами природоохранных объектов в Канаде. Здесь находятся отели, горнолыжные трассы, гольф-поля и другая рекреационная инфраструктура.

## Галерея

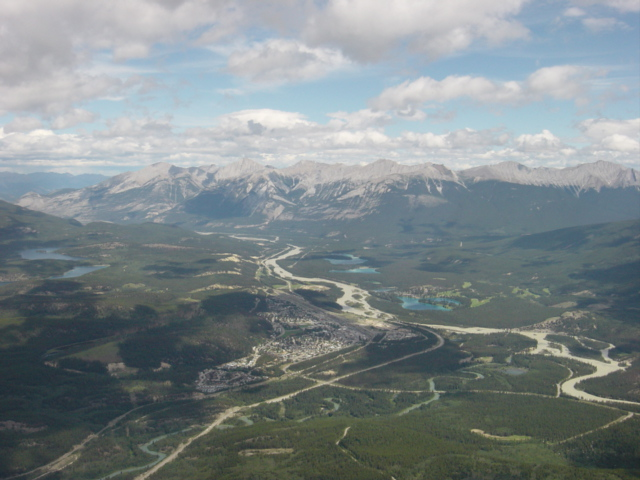
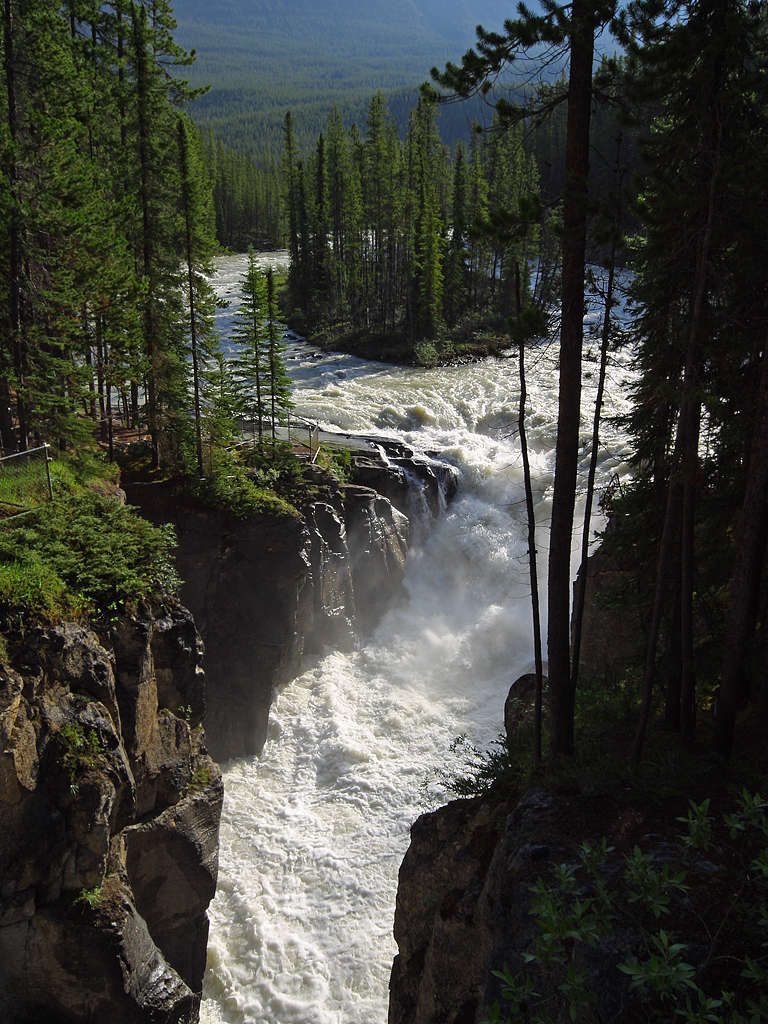
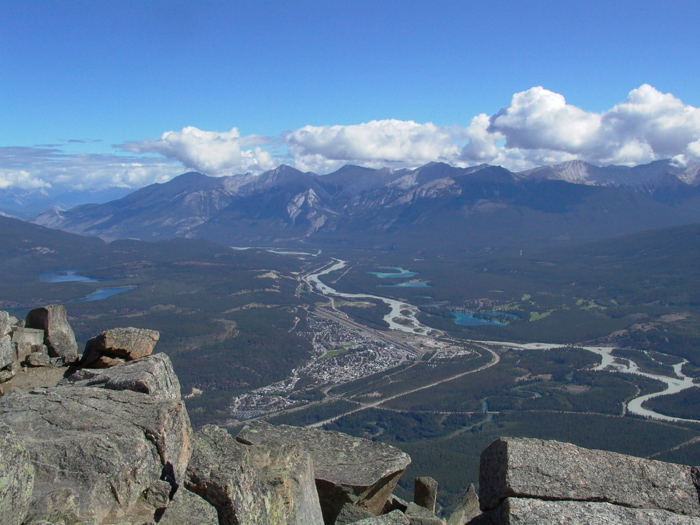
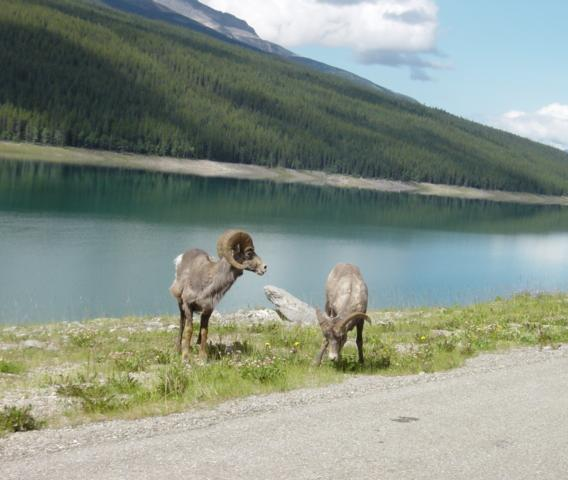
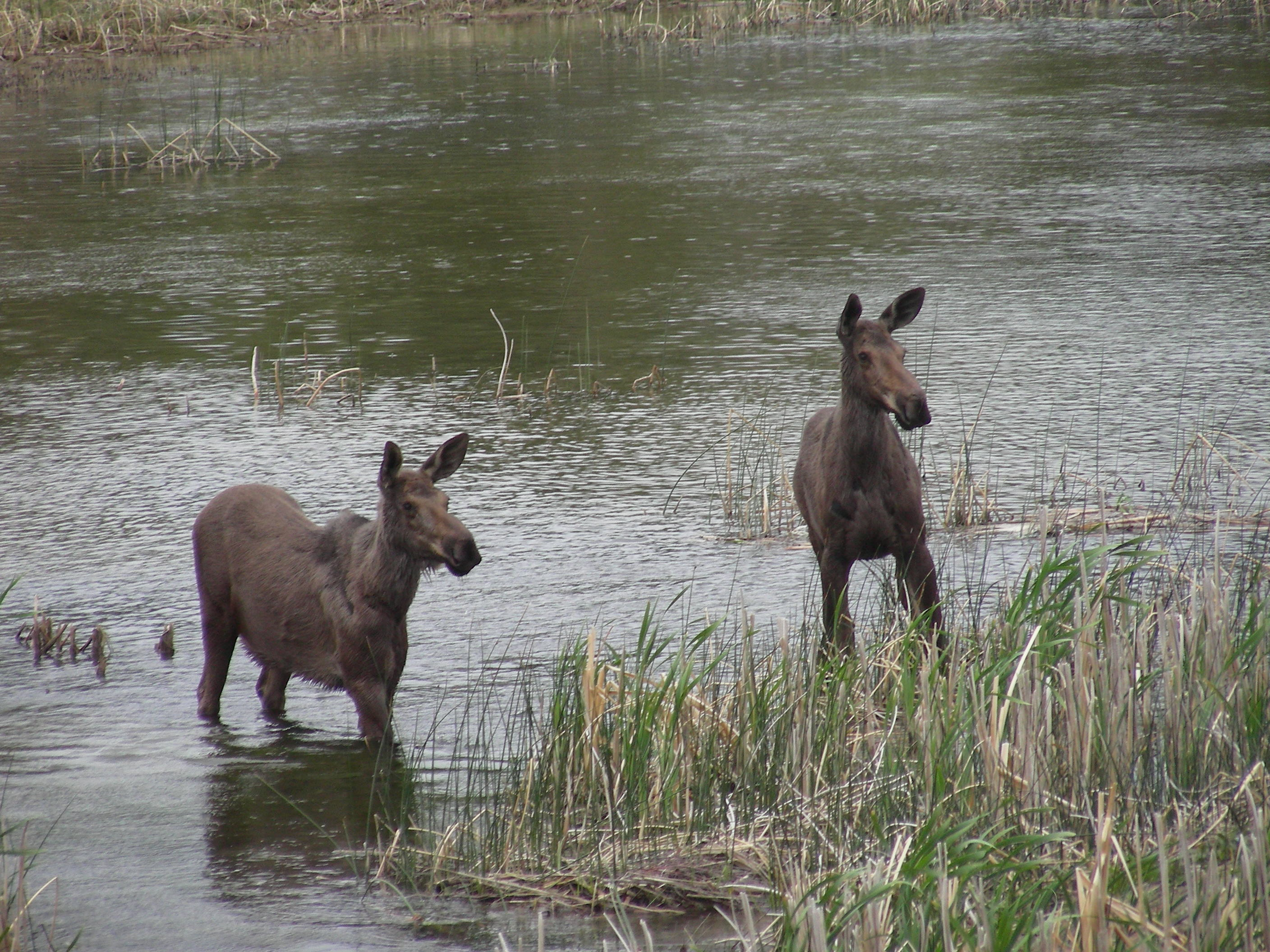
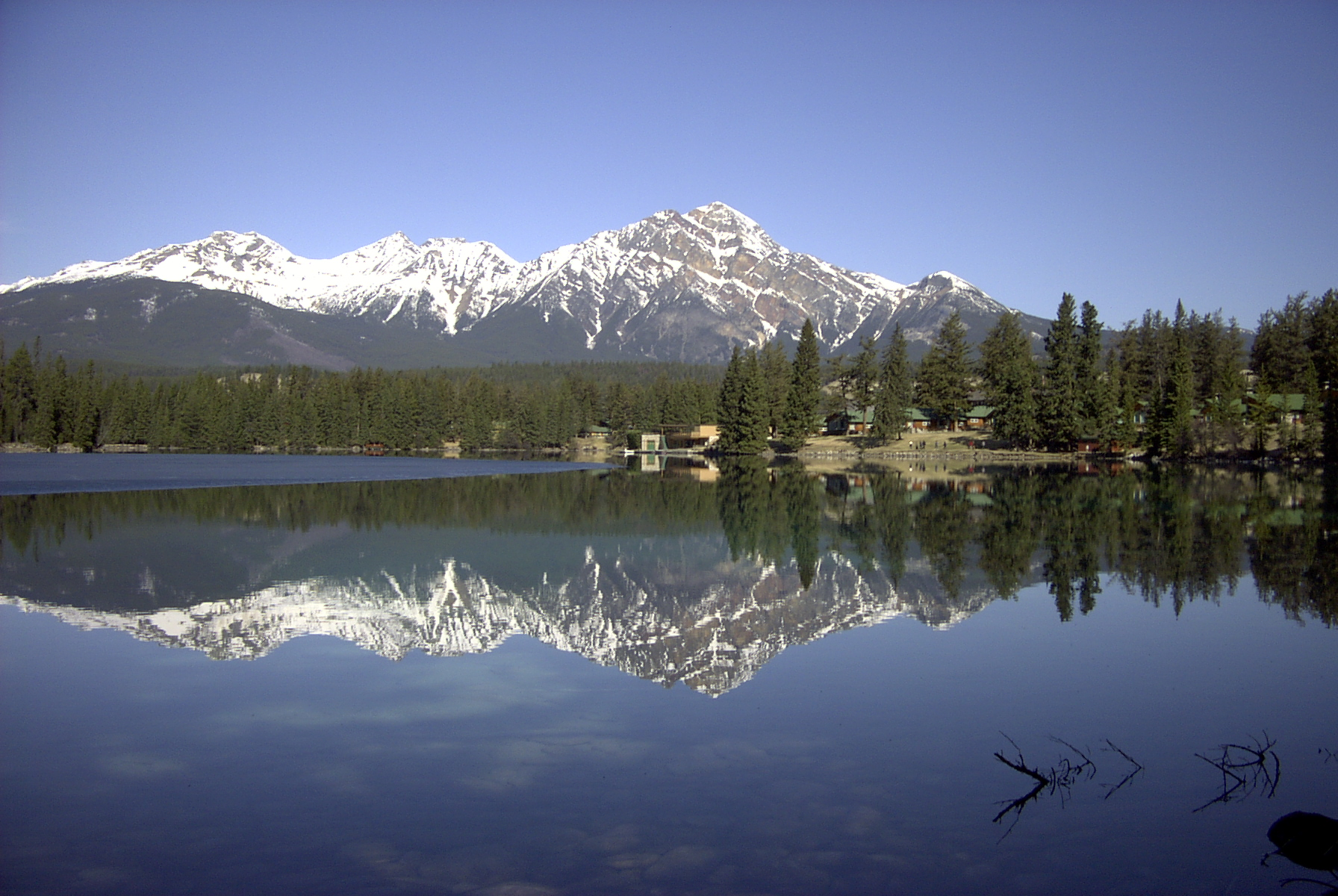
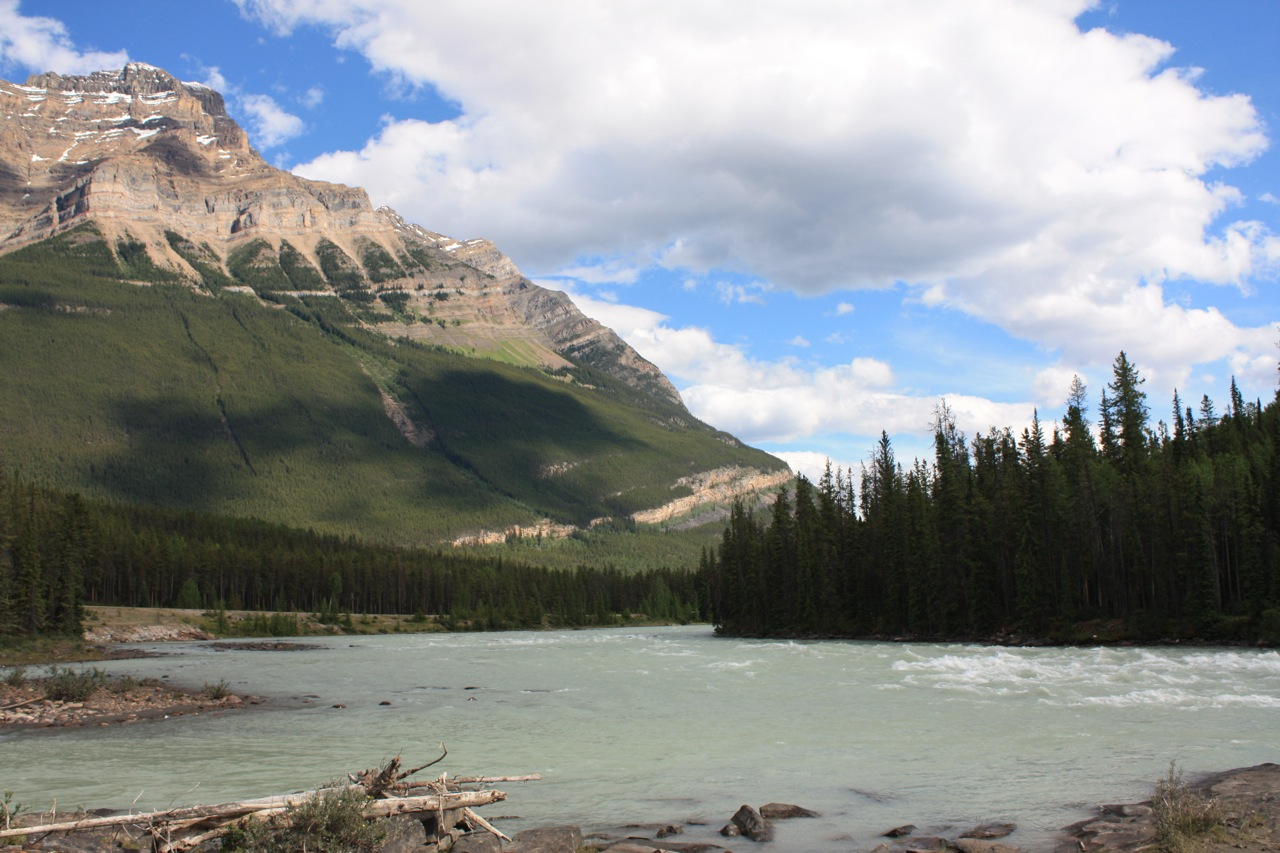
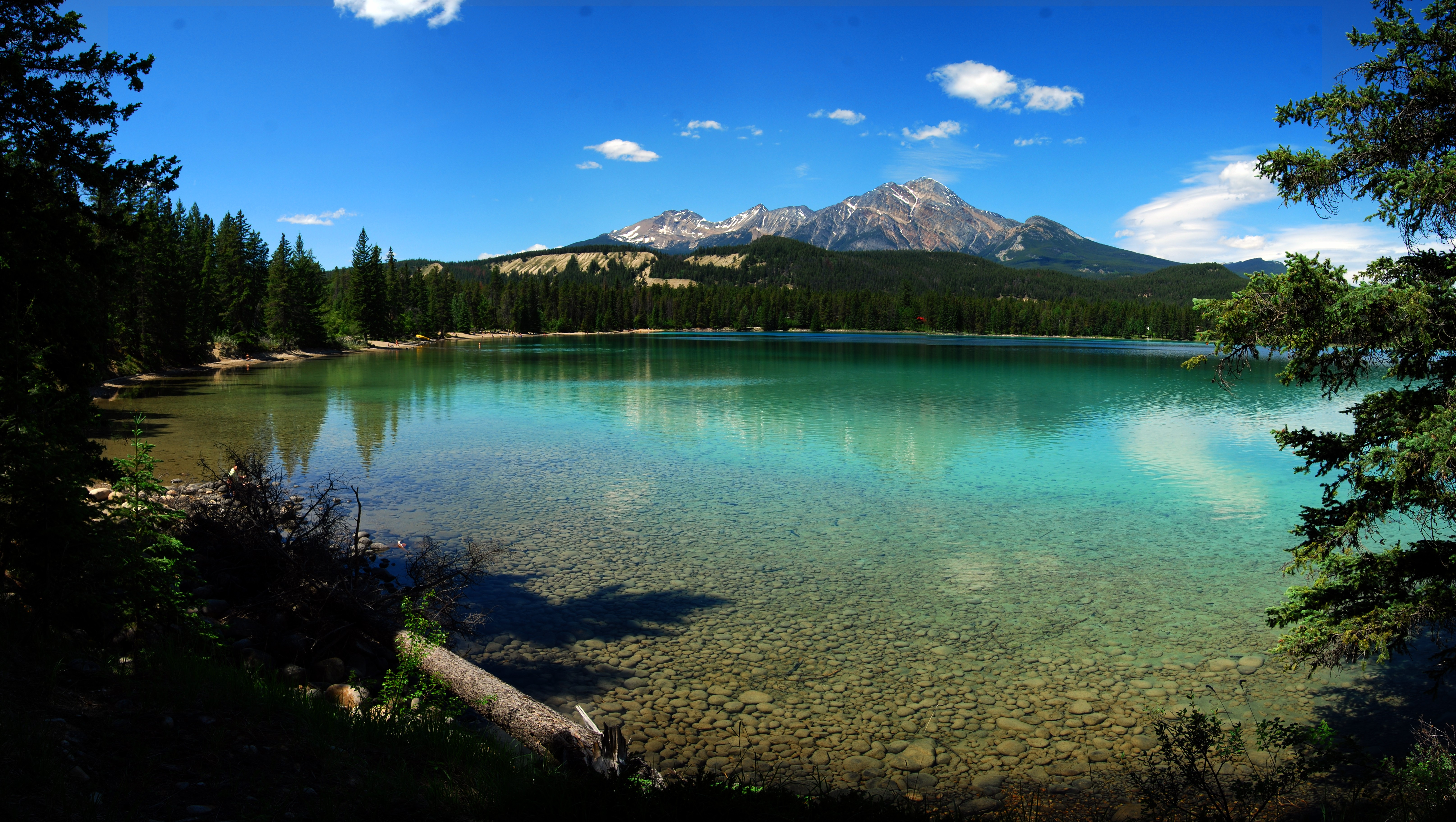
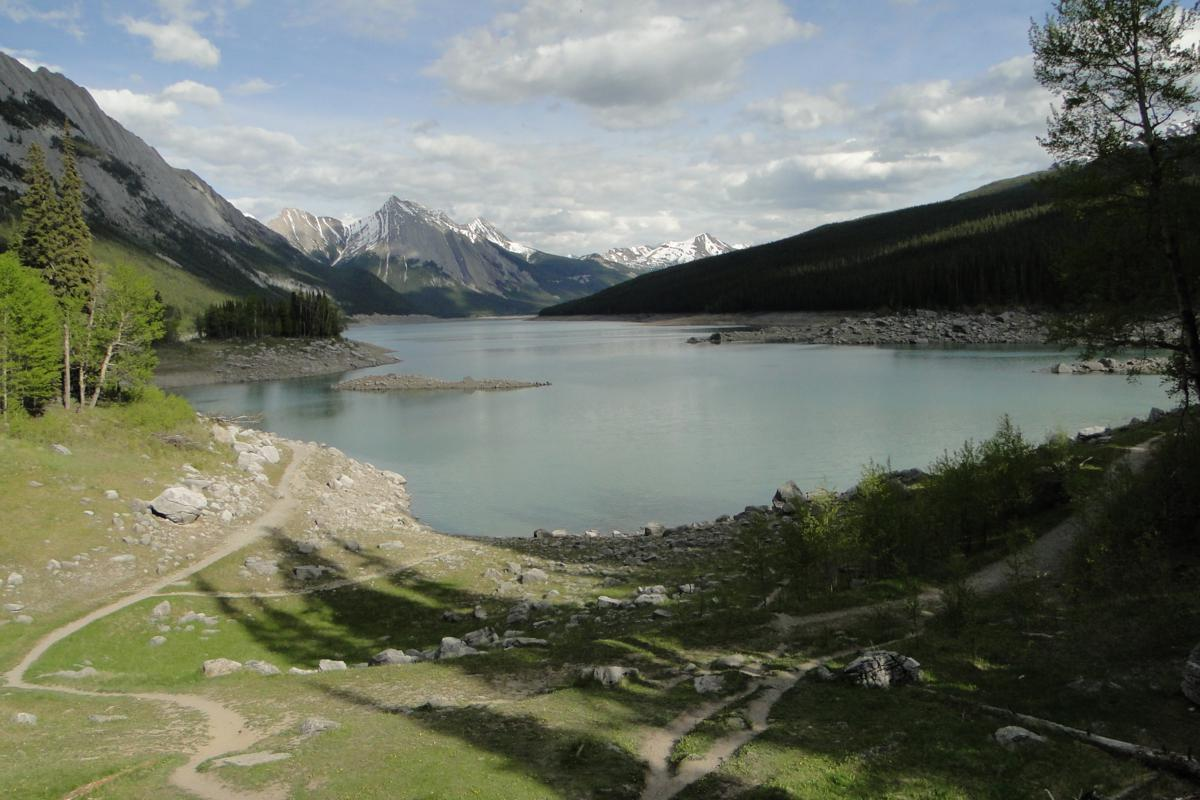
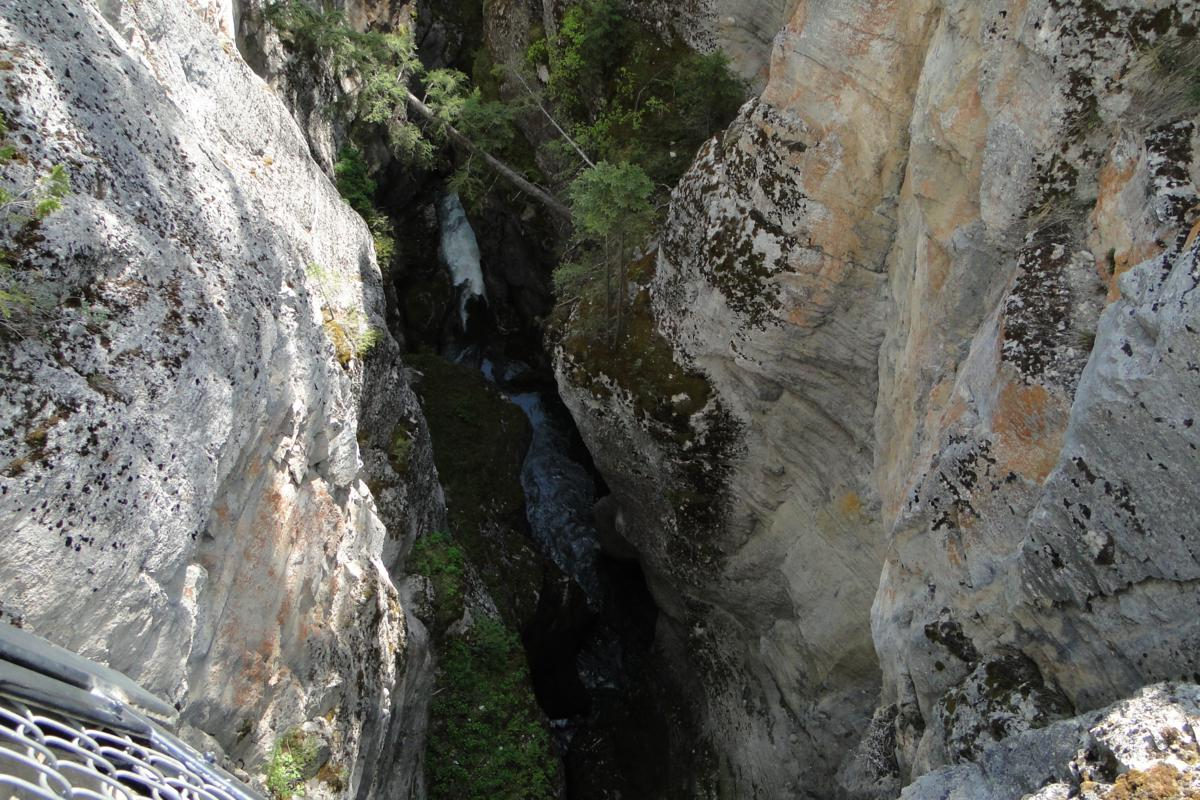
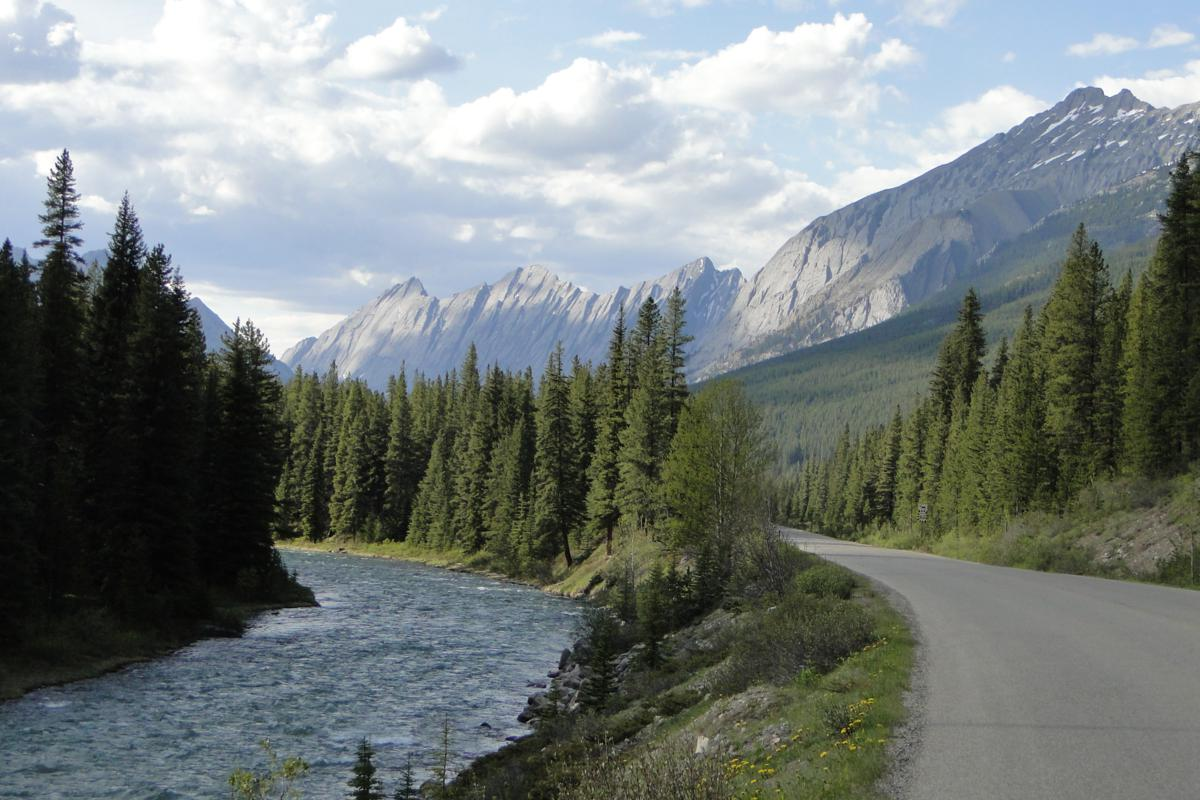